# 이나역
이나역(일본어: 伊奈駅)은 일본 아이치현 도요카와시에 위치한 나고야 철도 나고야 본선의 철도역이다. 역 번호는 NH 02이며, 단선 · 섬식의 형태를 합친 2면 3선 구조의 복합 승강장을 갖춘 지상역이다.

## 타는 곳
| 2 | ■ 나고야 본선 | 하행 | 히가시오카자키 · 나고야 · 기후 · 이와쿠라 · 이누야마 방면 |                               |
| 3 | ■ 나고야 본선 | 상행 | 도요하시 방면                                             |                               |
| 4 | ■ 나고야 본선 | 하행 | 히가시오카자키 · 나고야 · 기후 · 이와쿠라 · 이누야마 방면 | 보통 열차 · 당역 시발 급행 등 |

## 이용 현황
- 2013년 기준 : 2,998명

## 역 주변
- 국도 제23호선 도요하시 바이패스
- JR 도카이 도카이도 본선 니시코자카이역
- JR 도카이 이다선 고자카이역
- 도요하시 시 고자카이 지소

## 인접 역
| 나고야 철도 나고야 본선      | 나고야 철도 나고야 본선       | 나고야 철도 나고야 본선          |
| ---------------------------- | ----------------------------- | -------------------------------- |
| NH 01 도요하시 도요하시 방면 | □ 쾌속 특급 · ■ 특급 · ■ 급행 | 고 NH 04 메이테쓰기후 방면       |
| 시·종착역                    | ■ 준특급                      | 고 NH 04 메이테쓰기후 방면       |
| 시·종착역                    | ■ 보통                        | 오다부치 NH 03 메이테쓰기후 방면 |